# Sergio Gómez
Paulo Sergio Gómez Sánchez (Ciudad Hidalgo, Michoacán, 2 de junio de 1973-Morelia, Michoacán, 2 de diciembre de 2007), conocido como Sergio Gómez, fue un cantante mexicano. Se desempeñó como fundador y vocalista principal de la banda de duranguense, K-Paz de la Sierra.

## Biografía
Paulo Sergio Gómez Sánchez nació el 2 de junio de 1973 en Ciudad Hidalgo, Michoacán. En 2003, mientras trabajaba en la ciudad de Chicago en los Estados Unidos, creó K-Paz de la Sierra junto a otros nativos mexicanos que también trabajaban allí. Gómez vivía en Avon, Indiana, justo al oeste de Indianápolis.

### Asesinato
La madrugada del domingo 2 de diciembre de 2007, Gómez y otros vocalistas viajaban en un automóvil luego de haber dado un concierto en el estado de Michoacán. Durante el transcurso de la noche, fueron secuestrados por un grupo de sicarios. Todos los raptados fueron liberados horas después, pero el cadáver de Gómez, con signos de tortura, fue encontrado a las afueras de Morelia. Su cuerpo fue severamente golpeado, y contaba con contusiones en todo el pecho y el abdomen; su rostro fue quemado con un encendedor de cigarros y tenía signos de estrangulamiento. Las investigaciones apuntaron a que el asesinato había sido premeditado, ya que un grupo de bandas relacionadas con las drogas, le había advertido al cantante que no se presentara en la ciudad de Morelia.

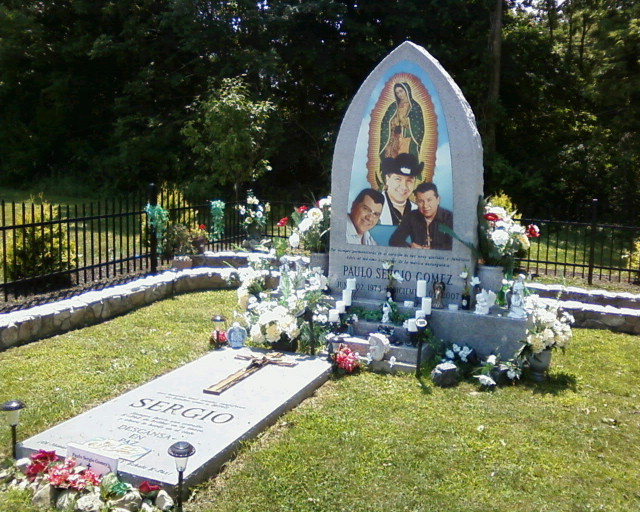
Tumba de Gómez, fotografiada en 2011. Se encuentra ubicada en el cementerio West Ridge Park Cemetery, en Avon, Indianápolis, Estados Unidos.

El 6 de diciembre, Gómez, así como otro músico mexicano asesinado, Valentín Elizalde «el Gallo de Oro», fueron nominados póstumamente a los Premios Grammy. Seis días después, su cuerpo fue enterrado en el cementerio West Ridge Park Cemetery, ubicado en Indianápolis, Estados Unidos.

## Discografía

### Álbumes de estudio
| Año  | Título                              | Discográfica |
| 2003 | Arrasando con fuego                 | Disa         |
| 2004 | Pensando en ti                      | Disa         |
| 2004 | 20 éxitos con la fuerza Duranguense | Disa         |
| 2005 | Más capaces que nunca               | Disa         |
| 2006 | Conquistando corazones              | Disa         |
| 2007 | Capaz de todo por ti                | Disa         |
| 2007 | En Vivo Desde El Auditorio Nacional | Disa         |

### Álbumes recopilatorios
| Año  | Título           | Discográfica                 |
| 2006 | Los súper éxitos | Disa                         |
| 2008 | 23 éxitos        | Sony BMG Music Entertainment |

### Sencillos
| Año  | Título                              | Discográfica |
| 2004 | Volveré / Si tu te fueras de mi     | FonoVisa     |
| 2005 | Mi credo / Pero te vas a arrepentir | Disa         |
| 2006 | El hijo desobediente / Un caballero | Disa         |